# Промилле
Проми́лле, от лат. per mille, pro mille «на тысячу» — одна тысячная доля или 1⁄10 процента; обозначается (‰); используется для обозначения количества тысячных долей чего-либо в целом.
Знак промилле образован от знака процент — % добавлением ещё одного «нуля». 
Символ можно ввести на компьютере с Windows с помощью Alt+0137. На macOS ‰ вводится на английской раскладке ⇧ Shift+⌥ Option+R.
Так,
- 1 ‰ = 1⁄1000 = 0,1 % = 0,001;
- 100 ‰ = 100⁄1000 = 10 % = 0,1;
- 300 ‰ = 300⁄1000 = 30 % = 30⁄100 = 0,3;
- 0,7 ‰ = 0,7⁄1000 = 0,07 % = 0,0007;
- 0 ‰ = 0 % = 0;
- 1000 ‰ = 1000⁄1000 = 100 % = 1.

Величина в промилле от массы, выраженной в килограммах, эквивалентна массе в граммах; от массы в тоннах — массе в килограммах.

## ppm
Миллионная доля — одна миллионная часть, обозначается тремя латинскими буквами — ppm, читается как «пи-пи-эм». Аббревиатура ppm означает «частей на миллион» (англ. parts per million). 1 ppm в 1000 раз (на 3 порядка) меньше, чем 1 промилле.
- 1 ppm = 1/1000000 = 0,000001 = 1⋅10−6 = 0,001 ‰ = 0,0001 %.

## Применение
Есть некоторые величины (доли), традиционно измеряемые в промилле.
Например, фраза «солёность воды составляет 11 ‰ (одиннадцать промилле)», это то же самое, что и 1,1 %, и означает, что из общей массы воды 0,011 (11 тысячных) занимают соли. Так, если взять 1 кг (1000 г) солёной воды  солёностью в 11 ‰, то в такой воде будет 11 г солей.
Уровень содержания алкоголя в крови человека также часто выражается в промилле.

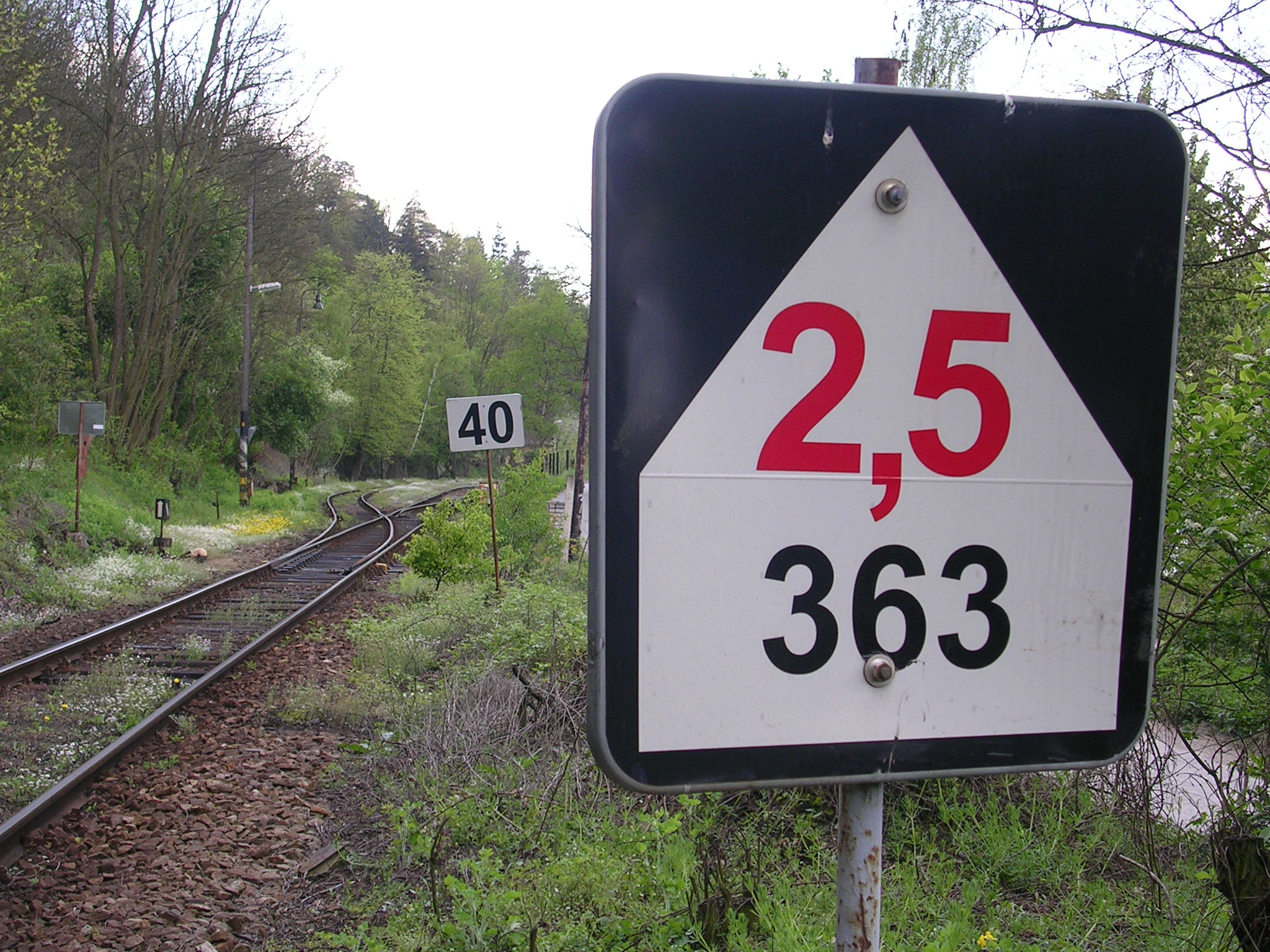
Железнодорожный знак отрезка пути длиной 363 м с уклоном 2,5 ‰ (подъём), Чехия

### Уклон
Уклон — элемент продольного профиля железнодорожного пути, имеющий наклон к горизонтальной линии. Уклон для поезда, движущегося от низшей точки к высшей, называется подъёмом, а обратно — спуском. В связи с тем, что уклон железнодорожного пути сравнительно невелик, его также принято исчислять в промилле, однако при этом употребляют термин «тысячная» (например: «уклон 10 тысячных»). 
Так, например, согласно нормам, на международных магистральных линиях руководящий уклон следует принимать не более 12,5 ‰, независимо от грузонапряженности.
Представив рельс как гипотенузу прямоугольного треугольника, один из катетов которого имеет длину 1000 метров и параллелен горизонту, увидим, что второй катет будет равен высоте, на которую поднимется состав, проехав чуть больше 1 километра. Отношение второго катета к первому на практике часто представляет собой очень малую величину, поэтому его удобно выражать в тысячных. Уклон в 8 ‰ означает, например, что, проехав 1 километр, состав поднимется на высоту 8 метров (тангенс угла подъёма при этом составляет 0,008, то есть собственно угол подъёма равен arctg 0,008 ≈ 0,46 °). 
Однако в американской практике уклон пути измеряют в процентах, используя десятичные дроби. Возможно, это связано с тем, что в Америке используется английская система мер, в которой соотношения между единицами расстояния, в частности, милями, ярдами и футами не кратны 1000.